# Hunnebostrand
Hunnebostrand è un'area urbana della Svezia situata nel comune di Sotenäs, contea di Västra Götaland.
La popolazione rilevata nel censimento 2010 era di 1 731 abitanti .